# Antonio Cermeño
Antonio José Verdú Cermak, conosciuto anche come Antonio Cermeño o col soprannome Il Colosso (Río Chico, 6 marzo 1969 – Caucagua, 25 febbraio 2014), è stato un pugile venezuelano.

## Biografia
Ha esordito il 1º settembre 1990 contro Jose Angel Medina a Caracas in Venezuela. In carriera ha disputato 45 incontri da professionista, detenendo il titolo dei supergallo dal 1995 al 1997 e di quello dei piuma nel 1998. Si è ritirato il 2 settembre 2006 al termine dell'incontro con Santos Benavides svoltosi al Gimnasio Alexis Argüello di Managua in Nicaragua.
Dopo il ritiro si è dedicato a progetti per il recupero dei giovani disagiati.
All'età di 44 anni, nel febbraio 2014, è stato rapito mentre stava percorrendo la bretella autostradale di Ayacucho alla guida della sua Chevrolet: un gruppo di criminali armati, che lo stava controllando da tempo, lo ha prelevato con forza dall'auto portandolo via, assieme a due familiari, poi rilasciati. Cermeño è stato poi assassinato. La salma è stata ritrovata il 25 febbraio 2014 su una spiaggia adiacente alla strada Caucagua-Higuerote.